# 오치다니촌
오치다니촌(越知谷村)은 효고현 간자키군에 있던 촌이다. 현재의 가미카와정 북동단에 해당한다.